# Pietro Nenni
Pietro Sandro Nenni (Faenza, 9 de febrer de 1891 - Roma, 1 de gener de 1980) fou un polític socialista italià. Provinent d'una família de camperols, va ser periodista i posteriorment es va convertir en polític. El 1911 va ser empresonat per organitzar una manifestació en contra de la invasió italiana de Líbia. En la seva estada en la presó va conèixer Benito Mussolini. El 1921 es va afiliar al Partit Socialista Italià (PSI).
El 1922 com a redactor en cap del periòdic Avanti, va atacar durament Mussolini, qui havia arribat aquest mateix any al poder. El periòdic va ser definitivament clausurat el 1926 i Nenni es va exiliar a França, on fou escollit secretari general del PSI. El 1936 va participar en la Guerra Civil Espanyola com comissari polític de la Brigada Garibaldi. Després de la Segona Guerra Mundial i de nou a Itàlia, va ocupar diferents càrrecs governamentals, entre ells els de vicepresident del consell de ministres (1945-1946) i Ministre d'Afers exteriors (1946-1947).
El 1951 va ser guardonat amb el Premi Lenin de la Pau entre els pobles.
Com a conseqüència de la divisió del PSI, Nenni es va quedar al capdavant del bàndol més a l'esquerra, aliant-se amb els comunistes, amb els quals va trencar el 1957 a causa de la invasió d'Hongria. El 1963, la seva entrada com a vicepresident d'un govern de centreesquerra va originar l'escissió de l'ala esquerra socialista que va donar naixement al PSIUP. Després de la reunificació el 1966, va ser elegit president del partit i va ocupar novament el ministeri d'Afers exteriors el 1968. El 1969 va dimitir de tots els seus càrrecs al sortir derrotada en el congrés del partit la seva moció favorable a la continuació de l'aliança de centreesquerra. El 1970, va ser nomenat senador vitalici. Anys més tard va tornar a presidir el Partit Socialista i el 1978 es va presentar amb aquest partit com candidat per a la presidència de la República italiana.